# Плоп (Хунедоара)
Плоп (рум. Plop) насеље је у Румунији у округу Хунедоара у општини Гелари. Oпштина се налази на надморској висини од 741 m.

## Становништво
Према подацима из 2002. године у насељу је живело 53 становника, од којих су сви румунске националности.